# Московский государственный академический симфонический оркестр
Московский государственный академический симфонический оркестр (МГАСО) — музыкальный коллектив России.

## История
Оркестр был создан постановлением правительства СССР в 1943 году (является одним из пяти старейших концертных оркестров страны) как Симфонический оркестр Московской областной филармонии. Первым руководителем оркестра стал народный артист СССР Л. П. Штейнберг. В 1948-51 гг. оркестром руководил Н. П. Аносов. Позднее оркестр возглавляли Л. М. Гинзбург и М. Н. Тэриан. 
В 1960 году оркестр возглавила Вероника Дударова. За годы работы Дударовой оркестр значительно обогатил репертуар, осуществил записи редко исполняемых произведений, впервые выехал за рубеж на гастроли. Оркестр активно сотрудничал как с именитыми композиторами, так и с молодыми, начинающими. Так, оркестр, под управлением Дударовой, первым исполнял произведения таких композиторов, как Арам Хачатурян, Дмитрий Шостакович, Тихон Хренников, Родион Щедрин, Андрей Эшпай, Татьяна Чудова, Альфред Шнитке, Елена Фирсова, Зара Левина, Давид Кривицкий и др., сотрудничал с такими дирижёрами и солистами, как Евгений Светланов, Давид Ойстрах, Леонид Коган, Эмиль Гилельс, Святослав Рихтер, Мстислав Ростропович, Максим Венгеров и многими другими. Оркестр много гастролировал, объездил практически весь мир. К середине 1970-х годов, оркестр стал одним из крупнейших и значительных в СССР. Вероника Дударова вместе с оркестром организовала ряд фестивалей, такие как им. П. Чайковского в Ижевске и Воткинске, им. М. Глинки — в Смоленске, им. С. Рахманинова — в Тамбове, им. Д. Шостаковича — в Волгограде.
В 1989 году оркестр возглавил известный скрипач и дирижёр Павел Коган. Визитной карточкой оркестра стали грандиозные монографические циклы полных собраний симфонических сочинений величайших композиторов: И. Брамса, Л. ван Бетховена, Ф. Шуберта, Р. Шумана, Р. Штрауса, Ф. Мендельсона, Г. Малера, А. Брукнера, Я. Сибелиуса, А. Дворжака, П. И. Чайковского, А. К. Глазунова, С. С. Рахманинова, С. С. Прокофьева, Д. Д. Шостаковича, А. Н. Скрябина, Г. Берлиоза, К. Дебюсси, М. Равеля. Масштабные программы коллектива состоят из симфонической, оперной и вокально-симфонической классики, работ современных композиторов, множества забытых и незнакомых слушателям произведений. Павел Коган покинул пост художественного руководителя и главного дирижёра МГАСО в апреле 2022 г. 
14 августа 2024 г. новым художественным руководителем назначен Иван Михайлович Никифорчин.
Благодаря разнообразию программ и неизменно высокому уровню их исполнения МГАСО заслужил уважение и любовь слушателей в своей стране и за её пределами. Оркестр ежегодно дает концерты в Большом зале Московской Консерватории и Концертном зале им. П. И. Чайковского, в том числе в рамках популярных персональных и смешанных абонементных циклов. Коллектив регулярно выступает в Большом зале Санкт-Петербургской академической филармонии им. Д. Д. Шостаковича и на сценах других городов России, а также проводит турне за рубежом — в течение последних двадцати пяти лет гастроли МГАСО состоялись более, чем в пятидесяти странах, включая США, Великобританию, Японию, Испанию, Австрию, Италию, Германию, Чехию, Польшу, Венгрию, Францию, Южную Корею, Австралию, Китай и Швейцарию.
Коллектив создал коллекцию записей, включающую CD и DVD со студийными и «живыми» исполнениями, радио- и телевизионные трансляции. В 1990 году компания Pioneer сделала «живую» запись фортепианного и скрипичного концертов Чайковского и Симфонии № 10 Шостаковича в исполнении МГАСО и Маэстро Когана (солисты — Алексей Султанов, Максим Венгеров). В начале 90-х годов был выпущен фильм «Путешествие с оркестром» о гастролях МГАСО под управлением Павла Когана в Европе и Санкт-Петербурге. Широко известен и пользуется большой популярностью цикл произведений Рахманинова, изданный лейблом Alto: созданные МГАСО и П. Коганом интерпретации трех симфоний и «Симфонических танцев» композитора возглавили списки всех существующих прочтений.
Оркестр гордится своим партнерством с выдающимися дирижёрами и солистами: Евгением Светлановым, Кириллом Кондрашиным, Александром Орловым, Натаном Рахлиным, Самуилом Самосудом, Валерием Гергиевым, Давидом Ойстрахом, Эмилем Гилельсом, Леонидом Коганом, Владимиром Софроницким, Сергеем Лемешевым, Иваном Козловским, Святославом Кнушевицким, Святославом Рихтером, Мстиславом Ростроповичем, Даниилом Шафраном и многими другими.
МГАСО никогда не останавливается на достигнутом и  стремится к ещё не завоеванным вершинам.

## Главные дирижёры
- Лев Штейнберг (1943—1945)
- Николай Аносов (1948—1951)
- Лео Гинзбург (1951—1954)
- Михаил Тэриан (1954—1960)
- Вероника Дударова (1960—1989)
- Павел Коган (1989—2022)
- Иван Никифорчин (с 2024)

## Награды
- Благодарность Президента Российской Федерации (23 октября 2008 года) — за большой вклад в развитие отечественного музыкального искусства и достигнутые творческие успехи[1].
- Благодарность Президента Российской Федерации (29 июня 2018 года) — за заслуги в развитии отечественной культуры и искусства, многолетнюю плодотворную деятельность[2].
- Почётная грамота Президиума Верховного совета Российской Федерации (12 июля 1993 года) — за большой вклад в развитие отечественного музыкального искусства, многолетнюю профессиональную концертную деятельность и в связи с 50-летием со дня создания[3].